# 上塔市镇
冬塔乡，中华人民共和国湖南省岳阳市平江县下属的一个镇，位于平江县北部。106国道经过辖区。

## 建制沿革
- 1958年，设冬塔公社；
- 1984年，改置冬塔乡。

## 行政区划
冬塔乡下辖18个行政村：
- 泉水村、得胜村、谈桥村、江背村、联星村、黄柏村、黄桥村、丁洞村、荷花村、江洲村、冬桃村、红星村、苍霞村、松林村、东沅村、小坪村、白土村、如苏村

## 教育概况
冬塔乡现有初级中学一所，学生700余人，完全小学5所，村小4所共计小学生人数1600余人，全乡教师120余名。在2300余名中小学生中其中有76%的留守儿童。